# Vadometer
Een vadometer of rotameter is een debietmeter, bedoeld om te meten hoeveel volume of massa door een leiding stroomt.

## Werking
De werking van een vadometer berust op zwaartekracht. Een inwendig kegelvormig geslepen (glazen, in kunststof of uitgevoerd in metaal) buis bevat een drijvertje dat door de stromingsweerstand (de druk van het stromende medium, gas of vloeistof) naar boven wordt geduwd. Wanneer de druk van het medium en het gewicht van de drijver gelijk zijn zal de drijver blijven 'hangen'. Omdat in een conische buis de doorlaatopening variabel is, zal ook de doorstroomsnelheid en daarmee de druk van het medium op de drijver bij veranderend debiet ook steeds anders zijn. Er is in iedere buis een speciaal daarop afgestemde drijver. 'Vado' staat dan ook voor 'variabele doorlaat'.
De drijver kan zijn uitgevoerd als een soort tolletje waarin schuine groefjes zijn gemaakt in contrasterende kleuren. De passerende stroom laat het drijvertje roteren, waardoor dit type flowmeter zijn alternatieve naam 'rotameter' dankt. "Rotameter" is een geregistreerd handelsmerk van de Rota Yokogawa GmbH & Co. KG.
De hoogte waarop de drijver stil blijft staan kan op een schaalverdeling worden afgelezen als het debiet van het medium, meestal uitgedrukt in liters per minuut (L/min).
Omdat de drijver altijd geheel vrij moet kunnen draaien is het van groot belang dat de meetbuis altijd zuiver verticaal staat. Bij standafwijkingen kan de drijver de glazen wand raken en onnauwkeurige metingen veroorzaken. Dit probleem wordt grotendeels ondervangen door de drijver uit te voeren als een metalen of kunststof kogel. Een kogel zal nauwelijks raakvlak hebben met de binnenzijde van de buis en dus onder alle omstandigheden nauwkeurig werken. De afbeelding hieronder is een vadometer met een naaldventiel. Met dit naaldventiel is het debiet te regelen.

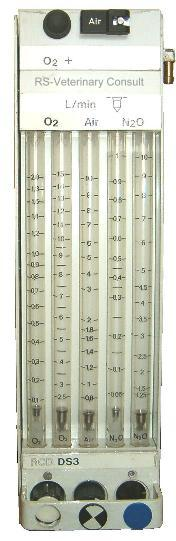
flowmetercombinatie DS3

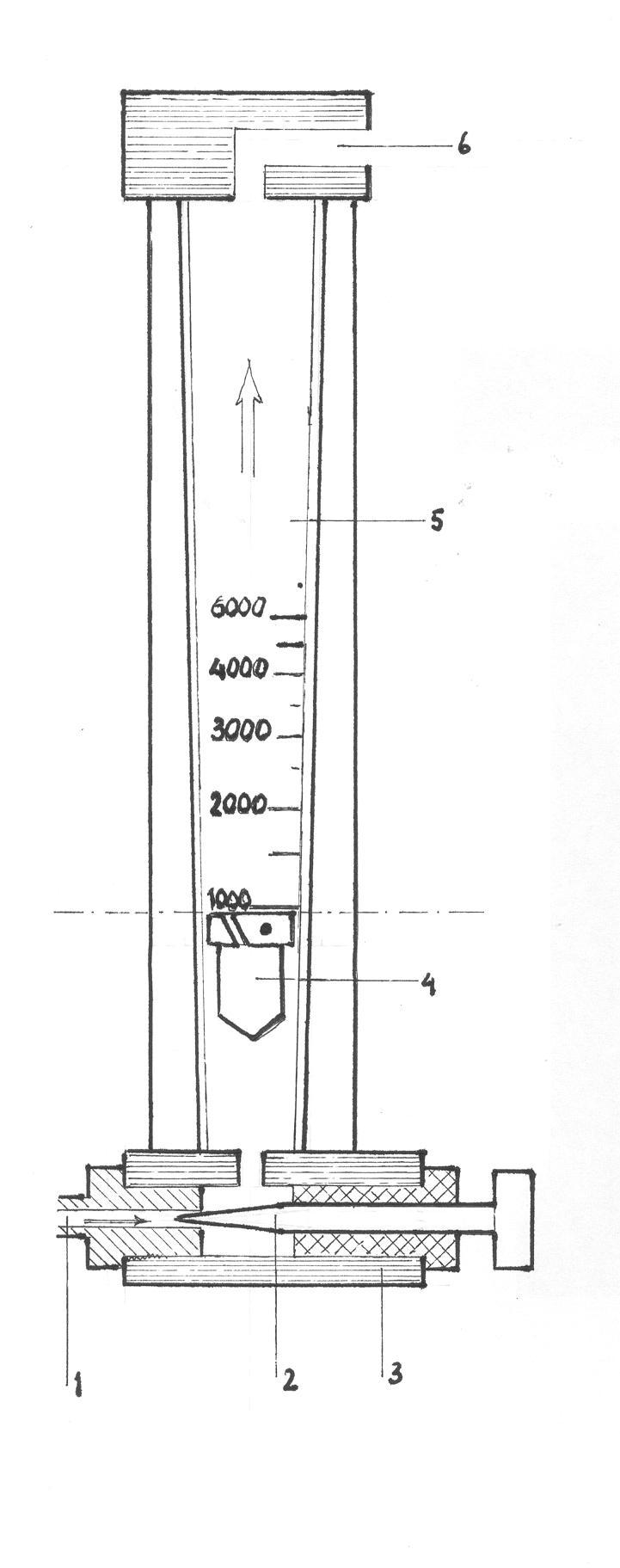
flowmeter schematisch
1. aanvoer
2. naaldventiel
3. huis
4. drijver
5. conische meetbuis
6. uitstroomopening

De grootste precisie wordt bereikt met lange meetbuizen (20 cm en meer). Dikwijls worden vadometers voor meerdere media in één behuizing ondergebracht en vormen zo een flowmeterblok.
Het afgebeelde blok bevat regelaars en meetbuizen voor zuurstof, lucht en lachgas. De stippellijn is de afleeshoogte op de schaal.